# ウィリアム・ホワイティング・ボーデン
ウィリアム・ホワイティング・ボーデン（William Whiting Borden, 1887年11月1日 - 1913年4月9日）は、アメリカ合衆国の青年。中国甘粛省への宣教を志してエジプトで準備中に急死した。

## 生い立ちから青年時代
ウィリアムはシカゴの裕福な家庭ボーデン一家の3番目の子供として生まれた。ボーデンの父はコロラド川の銀鉱で財をなした。彼にはジョン、ジョイス、メアリーという3人の兄弟がいた。
1894年に母親が福音派の教会へ行くようになってから、彼女はウィリアムをルーベン・トーレーが牧会するシカゴ・アベニュー教会（後のムーディ教会）へ連れて行くようになった。彼がペンシルベニア州ポッツタウンにあるザ・ヒル・スクールを16歳で卒業した時、彼の両親は世界一周旅行をプレゼントした。日本、中国、インド、パレスチナ、トルコ、ギリシャ、イタリア、スイス、フランス、イギリスを旅したボーデンは、海外宣教への志を抱くようになる。旅行中、中国では腸チフスにかかったが生還し、ロンドンではトーレーが開いていた集会に参加した。そして、そこで人生を神に捧げることを決心した。

## イエール大学在学時代
1905年、ボーデンはイェール大学へと進学する。そしてチューターの薦めから大学内で祈り会を毎日開くようになった。
ボーデンはカリスマ的資質を持ち、社交的でスポーツ万能であったが、常に自然体のリーダーとして努力した。大学ではフラタニティの1つフィー・ベータ・カッパ（ΦΒΚ）で会長に選ばれ、レスリングや漕艇の大学選手としても活躍した。彼自身は自由主義神学に反対の立場であったが、エキュメニカルな思想を持っていた。

## 短期間で終わったキャリア
1909年に大学を卒業したボーデンはプリンストン神学校へ進学し、1912年に卒業した。また在学中からでムーディー聖書学院評議員、チャイナ・インランド・ミッション北アメリカ評議会のメンバーとなった。さらに、ニューヨークにある全国聖書協会で理事を務め、事務管理から学生訓練、4つのレスキューミッションまで全てを取り仕切った。
彼の関心は中国北西部に住むイスラム教徒のウイグル族であったたが、先にイスラム教とアラビア語を学ぶためにエジプトのカイロへと向かった。
しかし1913年3月、彼は髄膜炎を発症しその数週間後に急死した。25歳であった。皮肉なことに、彼の母が休暇を彼と過ごすためにアメリカから到着した直後であった。ボーデンの遺体はカイロにあるアメリカ人墓地に埋葬された。